# ハバナ大学
ハバナ大学（ハバナだいがく、Universidad de La Habana、ラ・アバーナ大学）は、キューバ、ハバナのヴェダード地区にある大学。

## 概要
1728年に設立された。ハバナ大学は、キューバで最も古い大学であるとともに、南北アメリカ大陸で最も早く設立された大学の1つである。元々は宗教機関であり、今日、ハバナ大学は、キューバで中心的役割を果たす高等教育機関である。現在、ハバナにあるキャンパスには15の学部がある。

## 歴史
ハバナ大学は当初、「Real y Pontificia Universidad de San Gerónimo de la Habana」（王および教皇立ハバナ・サン・ヘロニモ大学の意）と呼ばれた。当時、大学はスペイン王ないし教皇の認可が必要であり、そのために名称にもReal y Pontificiaが入っている。その認可を大学に与えたのは、教皇インノケンティウス13世とスペイン王フェリペ5世であった。1842年に大学は、世俗的で、王立の、そして、文学上の高等教育機関になり、名称は、Real y Literaria Universidad de La Habana（王立ハバナ文科大学）になった。そして、後にキューバが自由な共和国になったときに、国立大学に変わった。
1902年5月1日にハバナのヴェダードの丘に大学を移す前に、最初に、サン・フアン・デ・レトラン（オールド・ハバナに位置しているサン・クリストバルの丘の上）に大学を移転した。ビルの内部はアルマンドメノカル・イ・メノカルによって飾り付けをされた。その7つのフラスコは学問を表し、薬学、科学、芸術、思想、教養、文学、法学を表している。
中央入口に、1919年に芸術家のマリオ・コルベルによって作成されたアルマ・マター（ラテン語で「滋養分の多い母親」の意）の銅像がある。
像の表面のモデルは16歳のフェリシアナ・チャナー・ヴィラロンという、分析数学の教授であるホセ・ラモン・ヴィラロン・イ・サンチェスの娘である。チャナーは、後にファン・マヌエル・メノカル（アルマンド・メノカルの遠縁）と結婚した。
1940年代にフィデル・カストロがそこの学生であったときに、ファン・マヌエル・メノカルは法学部の教授をしていた。
マリア・ローザ・メノカル（イェール大学のホイットニー人文センターの元所属者）はチャナーとファン・マヌエル・メノカルの孫娘である。
「ルーベン・マルチネス・ビリェナ」という図書館は1936年になって設立された。
政府が1952年にフルヘンシオ・バティスタによって奪われた後に、大学は反政府抗議の中心になった。その後、1956年に大学は閉鎖された。
1959年1月1日から、フィデル・カストロがキューバで権力を握った日付から1962年1月1日までハバナ大学は反社会的な着想を排除する改革を行い、教授陣と学生が新しいイデオロギーで徹底的に教え込まれるようにした。

## 組織
ハバナ大学は16の学部(スペイン語: facultades)と14のリサーチセンターで構成されている。
- 科学
  - 生物学部
  - 薬学食育学部
  - 物理学部
  - 地理学部
  - 数学情報科学部
  - 心理学部
  - 化学部
- 社会科学及び人文科学
  - 芸術文学部
  - コミュニケーション学部
  - 法学部
  - 哲学史学部
  - 外国語学部
- 経済学
  - 経理金融学部
  - 経済学部
  - 観光学部
- 遠隔教育

合計で、最大25の専門が大学で教えられており、現在、6000人の学位課程の学生がいる。

## 学生組織
1959年のキューバ革命の前に、直接または間接的にいくつかの政党に自分たちをあてはめて、学生は異なった組織に参加した。これらで最も強大であったのがFEU（Federacion Estudiantil Universitaria、大学学生連合）であった。これは1920年代、キューバの共産党の共同設立者であるフリオ・アントニオ・メリャによって作られた物である。欧州で存在する大学主体の政治的革命の伝統はキューバやラテンアメリカ諸国でも成長し、FEUを共産主義の骨頂に変えた。彼らはキューバの大統領であったヘラルド・マチャド政権転覆に大きな役割を果たした。多くのメンバーが投獄されたものの、FEUは1933年の国家級ストライキを成し遂げた。フリオ・アントニオ・メリャ自身は、メキシコに追放され、1929年にマチャドによって送られた2人の暗殺者の手で殺された。
1952年のフルヘンシオ・バティスタによるクーデターの後に、大学生と警察との衝突は極致に達した。その時、自由で民主的な選挙は中断された。FEUのメンバーであることが知られている学生は、ハバナの通りで拷問されて殺された。そして、組織はその不自然な戦争に反応し、主に上位の警察官を暗殺することを目指し、ハバナ警察長官のブランコ・リコを4人のメンバーで暗殺するなどした。
ハバナ大学法学部を卒業したフィデル・カストロが、モンカダ兵営を襲撃すると、内部では今度の革命が行われるべきであるかについて食い違いはあったものの、FEUはカストロの7月26日運動の賛同者となった。フィデル・カストロがマエストラ山脈に隠れていた間、ホセ・アントニオ・エチェベリアによって導かれたFEUは、1957年3月13日にキューバの大統領宮殿への武装襲撃でバティスタを殺すのを試みたが、バティスタはなんとか脱出した。そして、多くの学生がエチェベリア自身のように襲撃で死んだ。続く数カ月の間、警察は失敗したクーデターを導いた学生の多くを処刑した。バティスタ大統領は、大学を閉じるように命令したものの、組織は残っていたので、彼は逃れ、フィデル・カストロは、1959年1月にハバナに入った。
カストロ政権は、1959年に大学を再開させて問題を収束した。1961年までに、特にピッグス湾事件の後に、政府の支援の無い大衆ないし学生の集会は禁じられた。大学のウェブサイトの情報によると、フィデル・カストロへの反対は浄化されている。